# Salagius István
Salagius (Szalágyi) István (Mohács, 1730. december 22. – Pécs, 1796. október 27.) bölcseleti és teológiai doktor, pécsi kanonok és könyvtárnok. Nevét Salagynak és Szalagyinak is írták.

## Életrajza
Mohácson született református szülőktől. Pécsett tanult a jezsuiták iskolájában Rómában a Collegium Germanicum et Hungaricum növendékeként bölcsészeti és teológiai doktorátust szerzett. Tanár, könyvtáros és kanonok volt Pécsett. Fő kutatási területe: Pannónia római és őskeresztény emlékei.

## Munkái
- De statu ecclesiae Pannonicae libri VII. Quinque-Ecclesiis, 1777-84 (I. De statu civili Pannoniae, II. De initiis religionis christianae in Pannonia 1777, III. De antiquis episcopatibus in Pannonia 1778, IV. De antiquis metropolitanis per Pannoniam 1780., V. De antiquis primatibus per Pannoniam 1781, VI. De antiquo ecclesiae Pannonicae patriarcha 1780, VII. De initiis religionis christianae inter hungaros. Opus posthumum. Cui adjunctus est instar supplementi Josephi Koller... de sacra regni Hungariae corona commentarius 1780)
- De columna romana milliaria ad Budam nuper reperta dissertatio. Quinque-Ecclesiis, 1780
- Cikke az Ungarisches Magazin-ben (II. 2. 1782. Untersuchung über die Ismaeliter in Ungarn)